# Miguel Becker
Miguel Ángel Becker Alvear (Temuco, 7 de octubre de 1960) es un empresario y político chileno de ascendencia paterna alemana, militante de Renovación Nacional (RN). Desde 2008 hasta 2020 fue alcalde de la comuna de Temuco.

## Biografía
Es hijo de María Antonieta Alvear Campos y Germán Becker Baechler, quien fue alcalde de Temuco entre los años 1963 a 1983 y diputado. Su hermano, Germán Becker Alvear, ejerció como diputado desde 2002 hasta 2018. Realizó sus estudios en el Colegio Alemán de Temuco y en 1978 ingresó al Ejército de Chile, institución que debió dejar en 1988 por una lesión, logrando alcanzar el grado de teniente. Posteriormente, se desempeñó como empresario en el rubro automotor, agrícola y del transporte.

### Matrimonio e hijos
Se casó con Javiera Merino Verdugo (1986-2017) con quien tuvo tres de sus 5 hijos: Catalina, Melissa y Miguel Ángel. Y dos hijas Josefa e Isabella Becker Díaz.

## Vida pública
Se presentó por primera vez como candidato a alcalde de Temuco en las elecciones municipales de 2004, siendo derrotado por Francisco Huenchumilla. En las elecciones de 2008 volvió a postular a dicho cargo, siendo esta vez elegido derrotando a Ricardo Celis Araya, y ha sido reelegido como edil en las elecciones de 2012 y 2016.
El 17 de noviembre de 2020, renunció tras 12 años en el cargo, para postularse como candidato a diputado en las próximas elecciones.
Durante el Concejo Municipal, Becker leyó una carta donde confirmó la renuncia y agradeció a su familia y colaboradores.
“Nosotros tomamos esta posta y la entregamos con la satisfacción de ver una ciudad que crece y se moderniza. Que entrega más y mejores oportunidades para todos sus habitantes”, dijo el ahora exalcalde.
El 21 de noviembre de 2021 fue candidato a la diputación por el distrito 23, resultando electo con un 6,78% de los votos.

## Controversias
Durante el año 2010, fue cuestionado por recibir una pensión de invalidez por parte del Ejército de Chile, tras un accidente en 1981 en un acto de servicio. Según un informe de Contraloría, dicha pensión es incompatible con ejercer un cargo público. Si bien en primera instancia, el contralor Ramiro Mendoza determinó que no existía incompatibilidad entre la pensión y el cargo público, se dio a conocer que en un oficio castrense de 1989, el entonces vicecomandante en jefe del Ejército Jorge Zincke, se resuelve que el accidente de Miguel Becker no ocurrió en un acto determinado al servicio y no afecta responsabilidad a la institución, y que además al momento de la petición de indemnización ya está prescrito, pero a pesar de todo esto, igual se autorizó el pago, a pesar de dicho accidente no era de responsabilidad del Ejército.
En el año 2016, Becker fue cuestionado por gastar la suma de 100 millones de pesos en capacitaciones para empleados municipales a bordo del crucero Skorpios. Se recibieron denuncias sobre la calidad del servicio que se prestaba, el cual era elegido a dedo por el alcalde.
En el mismo año, se opuso a la revocación del título de ciudadano ilustre de Temuco a Augusto Pinochet, indicando que "Si el señor Pinochet es ciudadano ilustre o ciudadano benemérito del año 74, bueno, habría que preguntarle a las autoridades de la época por qué lo nombraron, porque me imagino que se hizo en forma democrática ¿o vamos a cuestionar el premio Nobel de Neruda? No sé, pucha a mí no me parece ese premio de Neruda, ¡que lo devuelva!", indicó. Finalmente, el año 2021 se le quitó dicha condición a Pincohet y su esposa.
En 2020, mediante un reportaje, se dio a conocer que Becker tuvo contratado como inspector municipal en el municipio de Temuco al Sargento (r) de Carabineros Luis Toloza, quien fuera condenado el año 2013 por el delito de apremios ilegítimos contra personas detenidas.

## Historial electoral

### Elecciones municipales de 2004
- Elecciones municipales de 2004, para la alcaldía de Temuco[13]

| Candidato                        | Pacto                           | Partido | Votos  | %     | Resultado |
| -------------------------------- | ------------------------------- | ------- | ------ | ----- | --------- |
| Francisco Huenchumilla Jaramillo | Concertación por la Democracia  | PDC     | 47 787 | 56,03 | Alcalde   |
| Miguel Becker Alvear             | Alianza                         | RN      | 34 058 | 39,93 |           |
| Óscar Hernán Muñoz Salgado       | Juntos Podemos                  | ILA     | 2321   | 2,72  |           |
| Winston Zambrano Martínez        | Nueva Alternativa Independiente | ANI     | 1129   | 1,32  |           |

### Elecciones municipales de 2008
- Elecciones municipales de 2008, para la alcaldía de Temuco[14]

| Candidato             | Pacto                    | Partido | Votos  | %     | Resultado |
| --------------------- | ------------------------ | ------- | ------ | ----- | --------- |
| Miguel Becker Alvear  | Alianza                  | RN      | 42 855 | 49,26 | Alcalde   |
| Ricardo Celis Araya   | Concertación Progresista | PPD     | 35 695 | 41,03 |           |
| Carlos Carter Beltrán | Juntos Podemos Más       | PH      | 4333   | 4,98  |           |
| Eduardo Díaz Herrera  | Por un Chile Limpio      | PRI     | 4121   | 4,74  |           |

### Elecciones municipales de 2012
- Elecciones municipales de 2012, para la alcaldía de Temuco.[15]

| Candidato                        | Pacto                          | Partido | Votos  | %     | Resultado |
| -------------------------------- | ------------------------------ | ------- | ------ | ----- | --------- |
| Miguel Becker Alvear             | Coalición                      | RN      | 40.567 | 54,02 | Alcalde   |
| Francisco Huenchumilla Jaramillo | Concertación Democrática       | PDC     | 28.169 | 37,51 |           |
| Genoveva Sepúlveda Venegas       | Independiente (Fuera de pacto) | Indep.  | 4.279  | 5,69  |           |
| Elena Varela López               | Más Humanos                    | ILG     | 2.081  | 2,77  |           |

### Elecciones municipales de 2016
- Elecciones municipales de 2016, para la alcaldía de Temuco.

| Candidato                | Pacto                   | Partido                 | Votos  | %     | Resultado         |
| ------------------------ | ----------------------- | ----------------------- | ------ | ----- | ----------------- |
| Miguel Becker Alvear     | Chile Vamos             | RN                      | 33.503 | 58.7  | Alcalde           |
| Juan Arcadio Aceitón     | Nueva Mayoría           | PDC                     | 11.279 | 19.8  |                   |
| Felipe Valdebenito Leiva | Independiente           | IND                     | 7.143  | 12.5  |                   |
| Iván Cerda Zúñiga        | Chile Quiere Amplitud   | AMP                     | 3.754  | 6.6   |                   |
| David Espinoza Salamanca | Yo Marco por el Cambio  | PRO                     | 1.351  | 2.4   |                   |
| Participación electoral  | Participación electoral | Participación electoral | 59.964 | 100.0 | Abstención: 73.4% |
| Fuente: Emol             |                         |                         |        |       |                   |

### Elecciones parlamentarias de 2021
- Elecciones parlamentarias de 2021 a Diputado por el distrito 23 (Carahue, Cholchol, Cunco, Curarrehue, Freire, Gorbea, Loncoche, Nueva Imperial, Padre Las Casas, Pitrufquén, Pucón, Saavedra, Temuco, Teodoro Schmidt, Toltén y Villarrica).[4]

| Candidato                  | Pacto                   | Partido   | Votos  | %    | Resultado |
| -------------------------- | ----------------------- | --------- | ------ | ---- | --------- |
| Henry Leal Bizama          | Chile Podemos Más       | UDI       | 17 981 | 7.47 | Diputado  |
| Miguel Becker Alvear       | Chile Podemos Más       | RN        | 16 332 | 6.78 | Diputado  |
| Mauricio Ojeda Rebolledo   | Frente Social Cristiano | IND-PRCh  | 14 882 | 6.18 | Diputado  |
| Miguel Mellado Suazo       | Chile Podemos Más       | RN        | 14 162 | 5.88 | Diputado  |
| Stephan Schubert Rubio     | Frente Social Cristiano | IND-PRCh  | 12 772 | 5.30 | Diputado  |
| Andrés Molina Magofke      | Chile Podemos Más       | EVO       | 11 441 | 4.75 |           |
| Pablo Astete Mermoud       | Chile Podemos Más       | RN        | 10 785 | 4.48 |           |
| Ericka Ñanco Vásquez       | Apruebo Dignidad        | RD        | 9.700  | 4.03 | Diputada  |
| Andrés Jouannet Valderrama | Nuevo Pacto Social      | IND-PR    | 8062   | 3.35 | Diputado  |
| César Vargas Zurita        | Frente Social Cristiano | PRCh      | 7534   | 3.13 |           |
| Hilario Huirilef Barra     | Nuevo Pacto Social      | PPD       | 6631   | 2.75 |           |
| Aucán Huilcamán Paillama   | Dignidad Ahora          | IND-IGUAL | 6126   | 2.54 |           |
| Verónica López-Videla Pino | Apruebo Dignidad        | IND-RD    | 5574   | 2.31 |           |
| Sebastián Álvarez Ramírez  | Chile Podemos Más       | EVO       | 5129   | 2.13 |           |
| Pablo Díaz Salazar         | Partido de la Gente     | PDG       | 4988   | 2.07 |           |